# الکساندر پتروف (کشتی‌گیر)
الکساندر پتروف (انگلیسی: Aleksandr Petrov؛ ۲۳ سپتامبر ۱۸۷۶ – فوریه ۱۹۴۱) کشتی‌گیر اهل روسیه بود.
وی در مسابقات کشوری و بین‌المللی در مجموع برندهٔ ۱ مدال نقره شده‌است.